# راس القط (مسلسل)
راس القط هو مسلسل تليفزيوني مصري عُرض أول مرة سنة 1980، بطولة صلاح ذو الفقار، من تأليف جلال الغزالي وإخراج إسماعيل عبد الحافظ.

## القصة
يعمل الطبيب النفسي (صلاح ذو الفقار) مدير مصحة نفسية تعالج عدد من المصابين بنوع غريب من الفصام ويجعلهم يعتقدوا انهم من الماضى في عام 1949. واسلوبه فى العلاج عجيب و مبهر ويجعل الطاقم الطبى بالمصحة يسمون انفسهم بارقام حتي لا يشكلوا روابط انسانية مع المرضي. تدريجيا يتضح في النهاية ان الزمن الحقيقى هو السبعينيات وأننا في عام 1979 وليس 1949 وان مدير المصحة جزء من منظمة سرية عملت عالم المصحة الأربعيني الوهمى لمصلحتها وأن هذا العالم تم عبر تجربة يدخل فيها اى شخص للمنظمة يتم إيهامه أنه في زمن آخر للسيطرة عليه وانه لابد من علاجه باقناعه بالزمن الوهمى وعندما يقتنع يتم تحويله لجزء من طاقم المصحة وعالم الاربعينيات. مدير المصحة شخصيا هو الحالة رقم صفر وأول شخص تم تجربة العالم الوهمى عليه وبمرور الوقت آمن به بكل كيانه وتحول لشرير وطاغية للدفاع عن هذا الكيان والذي هو نفسه أول ضحاياه.

## الشخصيات الرئيسية
- صلاح ذو الفقار
- عزت العلايلي
- ليلي فوزي
- زيزي البدراوي
- عبد الرحمن أبو زهرة
- سيد عبد الكريم
- عطية عويس
- شعبان حسين
- حسين الشربيني
- عبد العزيز أبو الليل
- حافظ أمين
- مدحت مرسي
- فخري عازر
- فايق عزب
- كريمة الحفناوي